# Tillandsia capitata
Tillandsia capitata är en gräsväxtart som beskrevs av August Heinrich Rudolf Grisebach. Tillandsia capitata ingår i släktet Tillandsia och familjen Bromeliaceae. Inga underarter finns listade i Catalogue of Life.